# Typ 022
Der Typ 022 (nach NATO-Code als Houbei-Klasse bezeichnet) ist eine Klasse von Katamaran-Flugkörperschnellbooten der Marine der Volksrepublik China.

## Konstruktion
Die Boote des Typ 022 basieren nach der Einschätzung von Beobachtern auf einem Konzept der australischen Firma AMD Marine Consulting. Diese hatte bis zum Jahr 2000 einige zivile Katamarane von einer chinesischen Partnerwerft in Guangzhou bauen lassen.
Nachdem nur vier Boote des Typs 022 gebaut wurden, glaubten Experten zunächst an eine Versuchsreihe, jedoch begannen bald darauf weitere Werften ihre Produktion auf entsprechende Boote umzustellen, so dass mit Stand 2011 bis zu 83 Schiffe der Klasse fertiggestellt sein konnten.
Das Design der Boote scheint unter Berücksichtigung von Tarnkappentechnik entwickelt worden zu sein, so dass die Radarrückstrahlfläche vermutlich kleiner ist als bei den Vorgängerklassen. Des Weiteren sind die Boote stark automatisiert, so dass im Vergleich zu Einheiten mit ähnlichen Aufgaben die Anzahl der benötigten Besatzungsmitglieder auf nur zwölf Mann reduziert werden konnte.
Die Konstruktion soll auf vorgefertigten Teilen aus Aluminiumverbindungen basieren, die mit modernen Methoden verschweißt wurden.
Die Stückkosten sollen sich auf nur etwa 15 Millionen US-Dollar belaufen.

## Einsatzprofil
Der Typ 022 scheint weder für Aufgaben von Patrouillenbooten noch für Aufklärungsmissionen besonders geeignet zu sein. Das Fehlen einer Landemöglichkeit für Hubschrauber sowie die Schwierigkeiten beim Aussetzen eines Bootes für ein mögliches Boardingteam schränken die Einsatzmöglichkeiten der Klasse stark ein. Ihre hohe Geschwindigkeit, die schwere Flugkörperbewaffnung und die anscheinend fortschrittlichen Kommunikationsanlagen eignen sich nach Expertenmeinung nur für überfallartige Angriffe auf See- oder ggf. auch auf Landziele, die zuvor von anderen Kräften entdeckt wurden. Die Lücken bei klassischen Patrouillenaufgaben könnten die seit 2012 auf Kiel gelegten Korvetten vom Typ 056 schließen.

### Zugangsverweigerungsstrategie
Die Schiffsklasse wird mittlerweile von Experten als Teil von Chinas „Zugangsverweigerungsstrategie“ gesehen, mit der sich das Land gegen ausländische Interventionen, hauptsächlich im Südchinesischen Meer, absichern will. Durch auf viele Basen verteilte zahlenmäßig starke und schnelle Einsatzkräfte der Marine und Luftwaffe kann schnell auf einen gegnerischen Aufmarsch reagiert werden und selbst starke Flottenverbände sollen so durch koordinierte Angriffe aus mehreren Richtungen überwältigt werden können. Die Boote können durch ihre Reichweite, Ausstattung und Stationierung innerhalb der Ausschließlichen Wirtschaftszone Chinas und geringfügig darüber hinaus operieren, was auch ein Erreichen Taiwans möglich macht.

## Bewaffnung
Die Hauptbewaffnung der Schiffe besteht aus Seezielflugkörpern, die aus zwei Startboxen am Heck gestartet werden können. Anzahl und Typ der Raketen sind allerdings unbekannt. Die großzügige Gestaltung der Boxen erlaubt nach Experteneinschätzung die Verwendung von bis zu acht YJ-83 oder einer großen Anzahl ungelenkter Artillerieraketen, wie beispielsweise der WS-1, gegen Landziele.
Die Verteidigungsbewaffnung besteht aus einem Nahbereichsverteidigungssystem mit einer vollautomatischen chinesischen Variante der russischen 30-mm-Gatling-Kanone KBP AO-18 (ähnlich der älteren AK-630) mit einer Reichweite von bis zu 4 Kilometern und vermutlich einem System aus bis zu acht Täuschkörperwerfern.